# TCR World Tour
FIA TCR World Tour este o serie internațională de curse de mașini de turism⁠(d) pentru mașini TCR⁠(d).
A debutat în 2023 pentru a înlocui efectiv seria WTCR⁠(d) și a primit statutul FIA pentru al doilea sezon în 2024 .  Un sezon este alcătuit din mai multe runde selectate din diferite serii regionale și naționale TCR, în care un grup de piloți și echipe concurează împotriva participanților locali, toți putând să puncteze pentru clasamentul TCR World Tour.
Sezonul inaugural 2023 a fost compus din nouă evenimente selectate din seria TCR din întreaga lume și a fost promovat de grupul WSC al fostului manager al campionatului mondial de mașini de turism⁠(d), Marcello Lotti.  

## Istorie

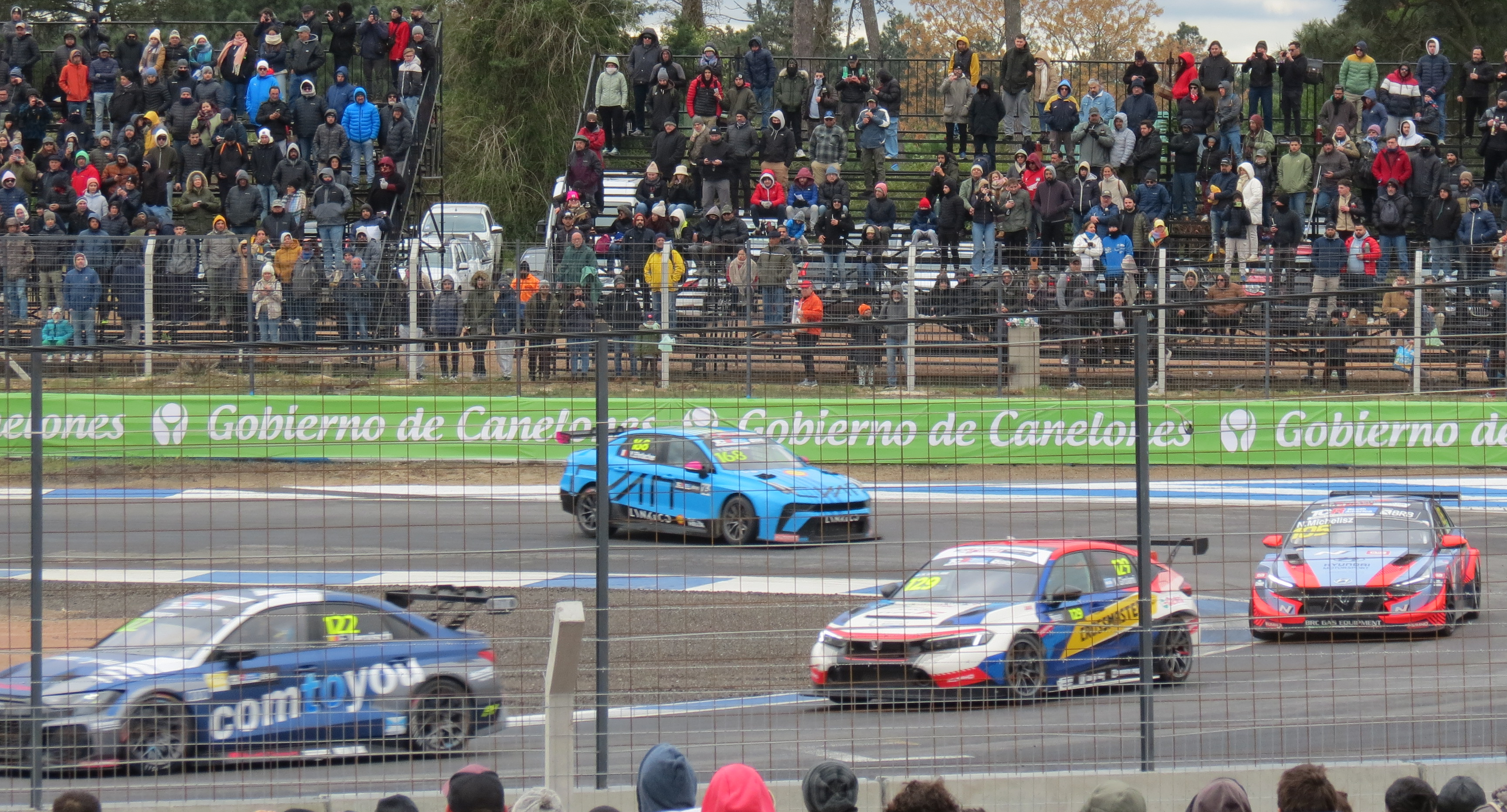
Acțiune TCR World Tour în El Pinar, Uruguay în 2023

La 14 octombrie 2022, s-a raportat că Cupa Mondială a Turismului va fi pliată în acest format după sezonul 2022 din cauza numeroaselor dificultăți logistice cauzate de pandemia COVID-19 .  În aceeași zi, WSC a anunțat formarea TCR World Tour.  A fost lansat pentru a înlocui WTCR.   Pe 12 noiembrie 2022, a fost anunțat că Mount Panorama Circuit va fi inclus în calendar ca parte a seriei TCR Australia Touring Car Series .  Pe 30 noiembrie 2022, s-a confirmat că Circuitul Internațional Algarve, Circuitul de Spa-Francorchamps și Hungaroring vor fi incluse în calendar ca parte a Seriei TCR Europe Touring Car Series .  Pe 13 ianuarie 2023, a fost confirmat că Circuitul Vallelunga va fi inclus în calendar ca parte a Campionatului Italian de Superturismo .  La 8 februarie 2023, s-a anunțat că Autódromo Víctor Borrat Fabini și Autódromo José Carlos Bassi vor figura în calendar ca parte a Campionatului TCR din America de Sud de turism 2023, în timp ce Circuitul Guia va apărea ca parte a Campionatului TCR China de turism 2023. . 

## Rezultatele pe sezoane
| 2023 | Norbert Michelisz⁠(d) | BRC Racing Team (Hyundai i30 N TCR ) | Yann Ehrlacher⁠(d) | Cyan Racing Lynk & Co (Lynk & Co 03 FL TCR⁠(d) ) | Robert Huff⁠(d) | Audi Sport Team Comtoyou (Audi RS 3 LMS TCR (2021) ) | Cyan Racing Lynk & Co⁠(d) | Lynk & Co 03 FL TCR |

## Câștigătorii evenimentului
|   | Driver               | Total |
| - | -------------------- | ----- |
| 1 | Norbert Michelisz⁠(d) | 6     |
| 1 | Yann Ehrlacher⁠(d)    | 6     |
| 3 | Santiago Urrutia⁠(d)  | 3     |
| 3 | Thed Björk⁠(d)        | 3     |
| 5 | Will Brown⁠(d)        | 2     |
| 5 | Robert Huff⁠(d)       | 2     |
| 5 | Néstor Girolami⁠(d)   | 2     |
| 5 | Ma Qing Hua⁠(d)       | 2     |
| 9 | John Filippi⁠(d)      | 1     |
| 9 | Mikel Azcona⁠(d)      | 1     |
| 9 | Frédéric Vervisch⁠(d) | 1     |
| 9 | Esteban Guerrieri⁠(d) | 1     |

|   | Team                        | Total |
| - | --------------------------- | ----- |
| 1 | Cyan Racing⁠(d)              | 14    |
| 2 | BRC Racing Team⁠(d)          | 8     |
| 3 | Comtoyou Racing⁠(d)          | 2     |
| 3 | MPC – Team Liqui Moly       | 2     |
| 3 | Audi Sport Team Comtoyou⁠(d) | 2     |
| 6 | Squadra Martino Racing      | 1     |
| 6 | GOAT Racing⁠(d)              | 1     |

|   | Car                             | Total |
| - | ------------------------------- | ----- |
| 1 | Lynk & Co 03 FL TCR⁠(d)          | 14    |
| 2 | Hyundai Elantra N TCR⁠(d)        | 8     |
| 3 | Audi RS 3 LMS TCR⁠(d)            | 6     |
| 4 | Honda Civic Type R TCR (FL5)⁠(d) | 2     |

## Circuite
Campionatul este format din circuite din seria TCR Europe Touring Car, Campionatul TCR Italia Touring Car Championship, TCR South America Touring Car Series, TCR Australia Touring Car Series și TCR China Touring Car Championship :
- Bold indică un circuit care va fi utilizat în sezonul 2024 .

| Circuite                                             | Runde | an   |
| ---------------------------------------------------- | ----- | ---- |
| Circuitul Internațional Algarve                      | 1     | 2023 |
| Circuit de Spa-Francorchamps                         | 1     | 2023 |
| Circuitul Vallelunga                                 | 2     | 2023 |
| Hungaroring                                          | 1     | 2023 |
| Autódromo Víctor Borrat Fabini⁠(d)                    | 2     | 2023 |
| Autódromul José Carlos Bassi                         | 1     | 2023 |
| Sydney Motorsport Park⁠(d)                            | 1     | 2023 |
| Circuitul Mount Panorama                             | 1     | 2023 |
| Circuitul Guia                                       | 2     | 2023 |
| Circuit International Automobile Moulay El Hassan⁠(d) | 1     | 2024 |
| Mid-Ohio Sports Car Course⁠(d)                        | 1     | 2024 |
| Circuitul Interlagos                                 | 1     | 2024 |
| Zhuzhou International Circuit⁠(d)                     | 1     | 2024 |

## Vezi de asemenea
- Campionatul mondial de mașini de turism
- Cupa Mondială a mașinilor de turism
- Seria Internațională TCR